# Stratiodrilus platensis
Stratiodrilus platensis är en ringmaskart som beskrevs av Paciente A. Cordero 1927. Stratiodrilus platensis ingår i släktet Stratiodrilus och familjen Histriobdellidae. Inga underarter finns listade i Catalogue of Life.